# Tsukuba (Schiff, 1907)
Die Tsukuba war ein Panzerkreuzer und Typschiff der gleichnamigen Klasse der Kaiserlich Japanischen Marine, der im Ersten Weltkrieg zum Einsatz kam und 1917 nach einer inneren Explosion sank. Der Kreuzer war nach dem in der Präfektur Ibaraki liegenden Berg Tsukuba benannt. Die Tsukuba wurde als erstes Schiff ihrer Klasse am 14. Januar 1905 auf der Marinewerft in Kure (Kure Kaigun Kōshō) auf Kiel gelegt und lief nach einer vergleichsweise kurzen Bauzeit bereits am 26. Dezember 1905 von Stapel. Die Indienstnahme erfolgte schließlich am 14. Januar 1907, genau zwei Jahre nach der Kiellegung.

## Technische Besonderheiten
Die Tsukuba war zwar einerseits einer der am stärksten bewaffneten Panzerkreuzer jener Zeit, wobei die Bewaffnung, obgleich es sich um Nachbauten von ausländischen Geschütztypen handelte (so waren die 30,5-cm-Geschütze leicht verlängerte Kopien des ab 1898/99 produzierten britischen 30,5-cm-Geschützes Mark 9 L/40 der Elswick Ordnance Company), vollständig in japanischen Betrieben gefertigt wurde, andererseits jedoch litt die Tsukuba unter der übereilten Fertigstellung; so lagen zwischen der Kiellegung und der Indienstnahme gerade einmal zwei Jahre. Diese hastige Vollendung des Schiffes, das im Kontext des Russisch-Japanischen Krieges und zunächst als Ersatz für das 1904 gesunkene Linienschiff Hatsuse geplant gewesen war, brachte mehrere technische Probleme mit sich. So litt die Tsukuba während der gesamten Dienstzeit unter Festigkeitsproblemen des Rumpfes, mechanischen Defekten an den Schwenkwerken der Türme sowie unter Stabilitätsschwierigkeiten.
Obgleich der Kreuzer hinsichtlich der Bewaffnung, der Wasserverdrängung und der Geschwindigkeit dem Schema der Einheitslinienschiffe zugeordnet werden konnte, war die Panzerung vergleichsweise schwach und entsprach eher der eines Panzerkreuzers jener Zeit. Zudem war die Höchstgeschwindigkeit von 20,5 kn relativ niedrig; so lag denn die Höchstfahrt vergleichbarer britischer oder deutscher Kreuzerbauten um rund 3 bis 4 kn höher. Infolgedessen war die Tsukuba, trotz der schweren Bewaffnung, weder für den Einsatz als Schlachtschiff, da die Panzerung hierfür als zu unzureichend angesehen werden muss, noch für die Rolle als Panzerkreuzer, besonders bezüglich der niedrigen Höchstgeschwindigkeit und der Festigkeitsprobleme, richtig geeignet. Mit dem Aufkommen der damals neuartigen Dreadnought-Schlachtschiffe etwa ab 1906 wurde das Konzept der Tsukuba (wie auch das aller anderen Panzerkreuzer und Einheitslinienschiffe) zudem weitgehend obsolet.

## Einsatzzeit
Bereits kurz nach der Indienstnahme nahm die Tsukuba, mit Admiral Ijūin Gorō an Bord und begleitet von dem Geschützten Kreuzer Chitose, als japanischer Beitrag an der Weltausstellung in Jamestown 1907 (Jamestown Exposition) teil, wobei auch die 300-Jahr-Feier anlässlich der Gründung der Stadt (als erste englische Siedlung in der Neuen Welt) begangen wurde. Danach verlegten die beiden Schiffe über den Atlantik und besuchten Portsmouth und die Kieler Woche. Im Anschluss, nach der Passage des Mittelmeers und des Sueskanals, verlegte das Schiff durch den Indischen Ozean zurück nach Japan.
Nach der Rückkehr begleitete die Tsukuba im Oktober 1908 in den japanischen Gewässern die sogenannte Great White Fleet der United States Navy während deren Weltreise. Zwischen 1909 und 1912 folgten Manöver- und Übungsmissionen in den japanischen Heimatgewässern sowie eine Werftüberholung in Sasebo.

### Erster Weltkrieg
Nach dem Ausbruch des Ersten Weltkrieges 1914 und dem Eintritt Japans in den Krieg, im Rahmen des japanisch-britischen Bündnisses, beteiligte sich die Tsukuba ab Anfang September 1914 an der Blockade des deutschen Kolonialstützpunktes Tsingtau (Kiautschou) in China. Nach dem Fall der Stadt half der Panzerkreuzer zeitweilig bei der Besetzung der deutschen Kolonie Deutsch-Neuguinea und nahm Ende 1914 kurzzeitig an der alliierten Suche nach dem deutschen Ostasiengeschwader teil. Nach der weitgehenden Vernichtung dieses Geschwaders bei den Falklandinseln im Dezember 1914 durch die Royal Navy verblieb die Tsukuba in den folgenden Jahren in den japanischen Heimatgewässern, wobei sie 1915 und 1916 an den Paraden der japanischen Marine in der Bucht von Bucht von Tokio teilnahm, und ansonsten relativ ereignislose Patrouillen- und Wachdienste absolvierte.

## Verlust
Am 14. Januar 1917, während das Schiff vor Yokosuka vor Anker lag, explodierte aus nicht sicher eruierten Gründen die vordere Hauptmunitionskammer der Tsukuba. Die Wucht der Explosion tötete rund 200 Seeleute sofort und ließ noch im beinahe zwölf Kilometer entfernten Kamakura Scheiben bersten und Trennwände in Häusern umfallen. Innerhalb von etwa 20 Minuten sank der brennende Panzerkreuzer auf Grund, wobei die Masten, die Kommandobrücke und die Schornsteine noch aus dem Wasser ragten. Weitere rund 100 Besatzungsangehörige ertranken während des Sinkens in den unteren Schiffsräumen. Insgesamt forderte die verhängnisvolle Explosion 305 Todesopfer. Glücklicherweise befanden sich zum Zeitpunkt der Katastrophe mehr als 400 Besatzungsangehörige auf Landgang, weswegen sich so die ohnehin schon schweren Personalverluste in Grenzen hielten.
Die genaue Ursache für das Unglück konnte nie sicher eruiert werden. Es wurde jedoch angenommen, dass eine Selbstentzündung des auf der Tsukuba genutzten sogenannten Shimose-Pulvers, eines auf Pikrinsäure basierenden und seit 1893 in Japan genutzten Schießpulvers, den Verlust verursacht haben könnte.
Interessant hinsichtlich der Tsukuba ist, dass die Kiellegung und die Indienstnahme sowie auch der Untergang alle auf einen 14. Januar fallen.

## Verbleib
Das halb gesunkene Wrack der Tsukuba wurde bis September 1917, in behelfsmäßig gehobenem und stabilisiertem Zustand, als Ziel für Übungseinsätze der japanischen Marineflieger genutzt. Im Spätjahr 1917 gehoben, wurden die Reste der Tsukuba im Jahre 1918 dann schließlich verschrottet.